# Ercilla
Ercilla es una comuna de la zona sur de Chile, de la provincia de Malleco en la región de la Araucanía. Debe su nombre al español Alonso de Ercilla y Zúñiga, autor de La Araucana.
Integra junto a las comunas de Angol, Collipulli, Curacautín, Lonquimay, Los Sauces, Lumaco, Purén, Renaico, Traiguén y Victoria (de la provincia de Malleco); Galvarino, Lautaro, Melipeuco, Perquenco y Vilcún (de la provincia de Cautín); el distrito electoral N.º 22 que elige a cuatro diputados. Así mismo, pertenece a la XI circunscripción senatorial que comprende a la región de La Araucanía que cuenta con cinco escaños en el Senado.
Dentro de esta comuna se encuentran las localidades de Pailahueque y Pidima.
Los principales sectores económicos de la comuna están asociados a la actividad agrícola y forestal. En este sentido, a pesar de que predominan los suelos con capacidad de uso agrícola, la actividad forestal ha ido ganando espacio en los últimos años.
Los principales atractivos turísticos de esta comuna son la plaza de la ciudad y el balneario municipal. Estos funcionan en verano, época en que se realizan diversos concursos.
Una de las principales características de la ciudad es su legado prehispánico.
El año 2021 esta comuna celebró su aniversario número 166.

## Historia
Antes del proceso de colonización europea de la Araucanía, hacia el año 1884 aproximadamente, Ercilla era conocida como «Cerro Nilontraro». Estaba escasamente poblada, pero ya habían llegado las primeras familias de comerciantes, producto del afán del gobierno chileno por traer al país colonos europeos (suizos, alemanes, franceses, ingleses, etc.) con el propósito de poblar "La Frontera», como se le llamaba a los territorios que están al sur del río Biobío. Ercilla fue tierra fértil, permitiendo el auge fundamentalmente en áreas como el comercio, la agricultura y la pequeña industria. 
El desembarco de nuevos colonos se produjo en los puertos de Valparaíso y Talcahuano, respectivamente, siendo inmediatamente trasladados a Angol (hoy capital de la provincia de Malleco) donde se les recibió oficialmente. 
El 6 de febrero de 1885, el general Gregorio Urrutia levantó el Acta de Fundación de la comuna, recibiendo el nombre de Ercilla en recuerdo del soldado poeta español Alonso de Ercilla y Zúñiga.
Urrutia participó en la campaña de La Araucanía de los años 1862 a 1869; luchó en la guerra del Pacífico contra Perú y Bolivia. Posteriormente fue comandante general de Armas y jefe del Estado Mayor del Ejército del Sur. 
Ercilla fue fundada en el año 1890. Período desde que comenzó la explotación del bosque nativo en aras de procurar tierras para la agricultura. 
La actividad agrícola de fines del siglo XX se basaba fundamentalmente en la producción triguera que alcanzaba niveles anuales cercanos a los 40 000 quintales; le seguían en importancia la avena y otros cereales en menor escala.
La base de la economía de Ercilla era la actividad agrícola junto a la pecuaria. Por otro lado, explotación del bosque nativo era destinada a la elaboración de durmientes que se encontraban en rumas junto a las bodegas ferroviarias que almacenaban los cereales en tránsito o lugares del país. 
Un número significativo de inmigrantes suizos, franceses y alemanes se asentaron en la comuna, proveyendo de importantes medios de trabajo que albergaron también un alto porcentaje de indígenas, medieros y agricultores propietarios que marcaban la estructura social de la zona.
Con posterioridad a la década de los 40, el crecimiento económico se estancó y después en los años 50 entró en una fase de retroceso productivo. 
Todo lo cual tiene potencialidad en la medida que se responda de manera estructurada y clara a sus demandas económicas y sociales fundamentales. Por otra parte es clave la cooperación del sector privado de la economía en particular de la gran empresa forestal y sus derivados como por ejemplo el sistema de contratistas al objeto de distencionar su impacto el área y procurar su contribución al desarrollo rural.

## Medio ambiente

### Geomorfología y componentes abióticos

Trazado simplificado de los ecosistemas y cuerpos de agua presentes en la comuna de Ercilla.

La comuna de Ercilla se encuentra emplazada en las unidades geomorfológicas de Llano central con morrenas y conos y Precordillera; y presenta según la clasificación climática de Köppen clima mediterráneo de lluvia invernal (Csb) y clima templado lluvioso con leve sequedad estival (Cfb (s)). Esta además se halla entre las cuencas hidrográficas de río Biobío y río Imperial. Además, la comuna posee diversos cuerpos de agua, entre los que se destacan el río Huequén, río Malleco y río Requen.

### Componentes bióticos
Dentro del territorio de la comuna se pueden hallar los siguientes ecosistemas:
- Bosque caducifolio mediterráneo donde predominan Nothofagus obliqua y Persea lingue (En peligro crítico)
- Bosque caducifolio mediterráneo interior donde predominan Nothofagus obliqua y Cryptocarya alba (En peligro crítico)
- Bosque caducifolio templado andino donde predominan Nothofagus alpina y Dasyphyllum diacanthoides (En peligro)

### Medidas de protección ambiental y conflictos socioambientales
Hasta 2022, la comuna de Ercilla cuenta con un área territorial destinada a la protección ambiental:
- Araucarias (Reserva Biósfera)[10]

## Administración

### Municipalidad
La Ilustre Municipalidad de Ercilla es dirigida en el periodo 2024-2028 por el alcalde Luis Alberto Orellana Rocha (IND), quien preside el Concejo municipal compuesto por los siguientes concejales:
- José Quiduleo Cayupán (IND - Partido Federación Regionalista Verde Social)
- Pedro San Martín Díaz (RN)
- Álvaro Queulo Castillo (UDI - Ind)
- Tatiana Muñoz Badilla (Renovación Nacional - Ind)
- Valesca Vira Medina (IND - Tu Comuna Radical)
- Jorge Devaud Maldonado (PS)

### Representación parlamentaria
Ercilla integra el distrito electoral n.º 22 y pertenece a la 11.ª circunscripción senatorial. De acuerdo a los resultados de las elecciones parlamentarias, Ercilla es representada en la Cámara de Diputados del Congreso Nacional por los siguientes diputados en el periodo actual:
- Jorge Rathgeb Schifferli (RN)
- Juan Carlos Beltrán Silva (RN)
- Jorge Saffirio Espinoza (PDC)
- Gloria Naveillán Arriagada (PRCh)

En el Senado, la representan los senadores en la circunscripción XI Felipe Kast Sommerhoff (Evópoli), Francisco Huenchumilla Jaramillo (PDC), Jaime Quintana Leal (PPD), José García Ruminot (RN) y Carmen Gloria Aravena Acuña (Evópoli).

## Economía
En 2018, la cantidad de empresas registradas en Ercilla fue de 60. El Índice de Complejidad Económica (ECI) en el mismo año fue de -0,98, mientras que las actividades económicas con mayor índice de Ventaja Comparativa Revelada (RCA) fueron Otros Servicios Agrícolas (105,29), Servicio de Recolección, Empacado, Trilla, Descascaramiento y Desgrane (39,18) y Servicios de Corta de Madera (23,0).

## Servicios públicos
En orden público y seguridad ciudadana, la 6° Comisaría Ercilla es una unidad policial de Carabineros de Chile dependiente de la prefectura Malleco N.º 21. Adicionalmente y debido a los incidentes de violencia en la Macrozona Sur, a partir de 2016 cuenta con una 2.ª Comisaría de Fuerzas Especiales en Pailahueque.
En lo que respecta a salud pública, el CESFAM Ercilla es un centro de salud de baja complejidad dependiente del Servicio de Salud Araucanía Norte. Para atenciones de mayor complejidad, los pacientes son derivados al Hospital de Victoria y al Hospital Regional de Temuco.
El Cuerpo de Bomberos de Ercilla fue fundado el 25 de enero de 1967 y cuenta con tres compañías.

## Personas destacadas
- Santiago Ernst Martínez (1893-1944): contador y político.
- Samuel Fuentes Andrades (1906-1996): político.